# Himno Nacional de Chile
Himno Nacional de Chile (včasih poimenovana tudi Canción Nacional in po začetku prve vrstice tudi Puro, Chile) je državna himna Čila.

## Prva državna himna
Leta 1919 je čilenski predsednik Bernardo O'Higgins zadolžil argentinskega pesnika Bernarda de Vero y Pintado, da napiše besedilo prve državne himne. Septembra istega leta so jo pričeli prepevati ob praznikih. Ker spočetka še ni imela melodije, so jo peli kar v taktu argentinske himne. Uglasbitev so najprej zaupali perujskemu skladatelju Joséju Reverteju, vendar Bernardo de Vero y Pintado ni bil zadovoljen z izdelkom. Uspešnejši je bil čilenski skladatelj Manuel Robles in prva državna himna je bila uradno predstavljena 20. avgusta 1820. 
Spočetka je bilo predvajanje himne obvezno tudi pred gledališkimi predstavami, sčasoma pa so to navado opustili. Ta himna je veljala do leta 1828, ko so jo nadomestili s še danes aktualno.

## Druga državna himna
Leta 1828 je Mariano Egaña, takrat čilenski minister v Londonu, po kritikah Roblesove melodije zaprosil Ramóna Carnicerja, španskega skladatelja, ki je zaradi liberalnih idej moral pobegniti v Združeno kraljestvo, naj napiše novo melodijo k že obstoječemu besedilu. Himno z novo melodijo so prvič predvajali 23. decembra 1828 v santiaškem gledališču Arteaga. 
Prvotno besedilo je bilo napisano v revolucinarnem zanosu iz časov osamosvajanja izpod španske nadvlade in je vsebovalo nekaj protišpanskih verzov. Ker sta Čile in Španija sčasoma normalizirala meddržavne odnose in zaradi pritožb španskih priseljencev je vlada leta 1847 pesniku Eusebiu Lillu Roblesu zaupala spesnitev novega besedila, ki naj se ujema z obstoječo Carnicerjevo melodijo. Ko je Andrés Bello natančno pregledal in odobril novo besedilo, je bila še istega leta uzakonjena nova in še danes aktualna himna, kjer so ohranili verze prve kitice prvotnega besedila (»Dulce patria, recibe los votos...«), ki se zapojejo kot zborov pripev k vsaki kitici. Status državne himne je bil dodatno urejen z odlokoma leta 1909 in 1941.
Običajno se predvaja le 5. kitica celotne pesmi. V času Pinochetove diktature (1973-1990) so uzakonili še obvezno petje 3. kitice, ki slavi vojsko. Ob ponovni uvedbi demokracije leta 1990 so tretjo kitico ponovno umaknili in jo danes pojejo le še Pinochetovi privrženci na zasebnih proslavah. Ob vojaških proslavah predvajajo celotno besedilo.

## Besedilo uradne različice
Danes je uradno državna himna le 5. kitica pesmi:
| Izvirnik v španščini | Dobesedni prevod |
| --- | --- |
| Puro, Chile, es tu cielo azulado; Puras brisas te cruzan también. Y tu campo de flores bordado Es la copia feliz del Edén. Majestuosa es la blanca montaña Que te dio por baluarte el Señor Que te dio por baluarte el Señor, Y ese mar que tranquilo te baña Te promete futuro esplendor Y ese mar que tranquilo te baña Te promete futuro esplendor. Coro Dulce Patria, recibe los votos Con que Chile en tus aras juró: Que o la tumba serás de los libres O el asilo contra la opresión ¡Que o la tumba serás de los libres O el asilo contra la opresión! ¡Que o la tumba serás de los libres O el asilo contra la opresión! ¡O el asilo contra la opresión! | Čile, jasno je tvoje modro nebo; tudi sveeži veter piha čez tebe. In tvoja z rožami okrašeno polje je srečna kopija raja. Veličastni so zasneženi vrhovi, ki nam jih je Bog dal kot branik, ki nam jih je bog dal kot branik. In to morje, ki tiho umiva tvoje bregove, ti obljublja sijajno prihodnost. In to morje, ki tiho umiva tvoje bregove, ti obljublja sijajno prihodnost. Zbor Sladka domovina, sprejmi zaobljubo, ki ti jo je Čile dal na tvojih oltarjih: da boš ali grob svobodnih ali zatočšče pred zatiranjem. Da boš ali grob svobodnih ali zatočšče pred zatiranjem! Da boš ali grob svobodnih ali zatočšče pred zatiranjem! Ali zatočšče pred zatiranjem! |

## Celotno besedilo
Ob koncu vsake kitice se ponovi isto besedilo zbora (coro).
I

Ha cesado la lucha sangrienta;

Ya es hermano el que ayer invasor;

De tres siglos lavamos la afrenta

Combatiendo en el campo de honor.

El que ayer doblegábase esclavo

Libre al fin y triunfante se ve;

Libertad es la herencia del bravo,

La Victoria se humilla a sus pies.
Coro
Dulce Patria, recibe los votos
Con que Chile en tus aras juró
Que o la tumba serás de los libres
O el asilo contra la opresión.
II

Alza, Chile, sin mancha la frente;

Conquistaste tu nombre en la lid;

Siempre noble, constante y valiente

Te encontraron los hijos del Cid.

Que tus libres tranquilos coronen

A las artes, la industria y la paz,

Y de triunfos cantares entonen

Que amedrenten al déspota audaz.
Coro
III

Vuestros nombres, valientes soldados,

Que habéis sido de Chile el sostén,

Nuestros pechos los llevan grabados;

Los sabrán nuestros hijos también.

Sean ellos el grito de muerte

Que lancemos marchando a lidiar,

Y sonando en la boca del fuerte

Hagan siempre al tirano temblar.
Coro
IV

Si pretende el cañón extranjero

Nuestros pueblos osado invadir;

Desnudemos al punto el acero

Y sepamos vencer o morir.

Con su sangre el altivo araucano

Nos legó por herencia el valor;

Y no tiembla la espada en la mano

Defendiendo de Chile el honor
Coro
V

Puro, Chile, es tu cielo azulado,

Puras brisas te cruzan también,

Y tu campo de flores bordado

Es la copia feliz del Edén.

Majestuosa es la blanca montaña

Que te dio por baluarte el Señor,

Y ese mar que tranquilo te baña

Te promete futuro esplendor.
Coro
VI

Esas galas, ¡oh, Patria!, esas flores

Que tapizan tu suelo feraz,

No las pisen jamás invasores;

Con tu sombra las cubra la paz.

Nuestros pechos serán tu baluarte,

Con tu nombre sabremos vencer,

O tu noble, glorioso estandarte,

Nos verá combatiendo caer.
Coro